# Galaxy of Terror
Galaxy of Terror is een Amerikaanse sciencefiction-horrorfilm uit 1981, geregisseerd door Bruce D. Clark en geproduceerd door Roger Corman via New World Pictures. De film staat bekend om zijn B-filmstijl, met een laag budget en opkomende productietalenten, waaronder James Cameron, die verantwoordelijk was voor het productiedesign en de speciale effecten. Ondanks gemengde recensies heeft de film een cultstatus verworven.

## Verhaal
Op de planeet Morganthus wordt de laatste overlevende van een neergestort ruimteschip gedood door een onbekend wezen. Op de planeet Xerxes instrueert de mysterieuze Planet Master een militaire commandant om het ruimteschip Quest naar Morganthus te sturen voor een reddingsmissie. De bemanning van de Quest bestaat uit een diverse groep specialisten, elk met hun eigen vaardigheden en geheimen.
Bij aankomst op Morganthus ontdekt de bemanning het wrak van het eerdere schip en de overblijfselen van de bemanning. Ze stuiten op een mysterieuze piramide en besluiten deze te verkennen. Binnen de piramide worden de bemanningsleden geconfronteerd met fysieke manifestaties van hun diepste angsten, wat leidt tot een reeks gruwelijke sterfgevallen. Uiteindelijk ontdekt het overgebleven bemanningslid, Cabren, dat de Planet Master achter de gebeurtenissen zit en wordt hij gedwongen zijn eigen angsten onder ogen te zien om te overleven.

## Rolverdeling
| Acteur             | Personage        |
| ------------------ | ---------------- |
| Edward Albert      | Cabren           |
| Erin Moran         | Alluma           |
| Ray Walston        | Kore             |
| Taaffe O'Connell   | Dameia           |
| Sid Haig           | Quuhod           |
| Robert Englund     | Ranger           |
| Zalman King        | Baelon           |
| Grace Zabriskie    | Kapitein Trantor |
| Jack Blessing      | Cos              |
| Bernard Behrens    | Commandant Ilvar |
| Mary Ellen O'Neill | Mitri            |

## Productie
De film werd geproduceerd door Roger Corman, bekend om zijn lowbudgetfilms die vaak dienden als springplank voor opkomende talenten. James Cameron was verantwoordelijk voor het productiedesign en de speciale effecten, wat bijdroeg aan de sfeer en uitstraling van de film. Een opvallende scène in de film betreft het personage Dameia, gespeeld door Taaffe O'Connell, die wordt aangevallen door een gigantische worm – een scène die destijds controversieel was vanwege de expliciete inhoud.

## Ontvangst en invloed
Galaxy of Terror ontving gemengde recensies bij de release, maar heeft in de loop der jaren een cultstatus bereikt onder liefhebbers van het genre. Critici hebben gewezen op de invloed van de film op latere producties, met name op James Camerons eigen film Aliens uit 1986, waarin vergelijkbare thema's en visuele stijlen te herkennen zijn.